# Kuju
Kuju è una suddivisione dell'India, classificata come census town, di 18.049 abitanti, situata nel distretto di Hazaribag, nello stato federato del Jharkhand. In base al numero di abitanti la città rientra nella classe IV (da 10.000 a 19.999 persone).

## Geografia fisica
La città è situata a 23° 43' 0 N e 85° 30' 0 E e ha un'altitudine di 425 m s.l.m..

## Società

### Evoluzione demografica
Al censimento del 2001 la popolazione di Kuju assommava a 18.049 persone, delle quali 9.823 maschi e 8.226 femmine. I bambini di età inferiore o uguale ai sei anni assommavano a 2.773, dei quali 1.434 maschi e 1.339 femmine. Infine, coloro che erano in grado di saper almeno leggere e scrivere erano 10.862, dei quali 6.741 maschi e 4.121 femmine.